# Firgrove (Washington)
Firgrove es un área no incorporada ubicada en el condado de Pierce en el estado estadounidense de Washington.

## Geografía
Firgrove se encuentra ubicado en las coordenadas 47°7′16″N 122°17′26″O / 47.12111, -122.29056.